# East 17-diszkográfia
Ez a diszkográfia az angol East 17 nevű fiúegyüttes diszkográfiája, amely 6 stúdióalbumot, 3 válogatásalbumot, valamint 23 videóklipet, és 22 kislemezt tartalmaz.

## Stúdió albumok
| Walthamstow                                                           | - Megjelent: 1992. november 2. - Label: London (#8283732) - Formátum: CD, MC, LP         | 1  | 5  | 10 | 2  | 5  | 11 | 17 | —  | 9  | 22 | - UK: Platina - AUS: Platina - FRA: Platina - GER: Arany - SWI: Arany     |
| Steam                                                                 | - Megjelent: 1994. október 17. - Label: London (#8285422) - Formátum: CD, MC, LP         | 3  | 16 | 3  | 23 | 11 | 10 | 12 | 24 | 19 | 8  | - UK: 2x Platina - AUS: Arany - FRA: 2x Arany - GER: Arany - SWI: Platina |
| Up All Night                                                          | - Megjelent: 1995. november 13. - Label: London (#8286992) - Formátum: CD, MC,LP         | 7  | 72 | 28 | —  | 30 | 17 | 75 | 32 | —  | 14 | - UK: Platina - SWI: Arany                                                |
| Resurrection                                                          | - Megjelent: 1998. november 16. - Label: Telstar (#TCD 3015) - Formátum: CD, MC,LP       | 43 | —  | —  | —  | —  | 61 | —  | —  | —  | 43 | - UK: Ezüst                                                               |
| Dark Light                                                            | - Megjelent: 2012. április 2. - Label: FOD (#FODCD10) - Formátum: CD, Digitális letöltés | —  | —  | —  | —  | —  | —  | —  | —  | —  | —  |                                                                           |
| 24/7                                                                  | - Megjelenés: 2017. február 3. - Label: MIROMA MUSIC - Formátum: CD, Digitális letöltés  | —  | —  | —  | —  | —  | —  | —  | —  | —  | —  |                                                                           |
| "—" nem volt slágerlistás helyezés, vagy nem jelent meg az országban. |                                                                                          |    |    |    |    |    |    |    |    |    |    |                                                                           |

## Válogatás albumok
| Around the World Hit Singles: The Journey So Far                      | - Megjelenések: 1996. november 1. - Label: London (#8288522) - Formátum: CD, MC              | 3  | 80 | 33 | 37 | 7 | 10 | 82 | 6  | 38 | 9 | - UK: 2x Platina |
| The Very Best of East Seventeen                                       | - Megjelent: 2005. január 31. - Label: London (#WSMCD200) - Formátum: CD, Digitális letöltés | 34 | —  | —  | —  | — | —  | —  | 61 | —  | — |                  |
| East 17: The Platinum Collection                                      | - Megjelent: 2006. december 11. - Label: Warner (#5101-18655-2) - Formátum: CD               | —  | —  | —  | —  | — | —  | —  | —  | —  | — |                  |
| Stay Another Day: The Very Best of East 17                            | - Megjelent: 2010. szeptember 20. - Label: Music Club Deluxe (#504) - Formátum: CD           | —  | —  | —  | —  | — | —  | —  | —  | —  | — |                  |
| "—" nem volt slágerlistás helyezés, vagy nem jelent meg az országban. |                                                                                              |    |    |    |    |   |    |    |    |    |   |                  |

## Kislemezek
| Év                                                                    | Dal                                   | Legjobb slágerlistás helyezés | Legjobb slágerlistás helyezés | Legjobb slágerlistás helyezés | Legjobb slágerlistás helyezés | Legjobb slágerlistás helyezés | Legjobb slágerlistás helyezés | Legjobb slágerlistás helyezés | Legjobb slágerlistás helyezés | Legjobb slágerlistás helyezés | Legjobb slágerlistás helyezés | Díjak, jelölések                                                              | Album                                            |
| Év                                                                    | Dal                                   | UK                            | AUS                           | AUT                           | FIN                           | FRA                           | GER                           | IRE                           | NL                            | SWE                           | SWI                           | Díjak, jelölések                                                              | Album                                            |
| --------------------------------------------------------------------- | ------------------------------------- | ----------------------------- | ----------------------------- | ----------------------------- | ----------------------------- | ----------------------------- | ----------------------------- | ----------------------------- | ----------------------------- | ----------------------------- | ----------------------------- | ----------------------------------------------------------------------------- | ------------------------------------------------ |
| 1992                                                                  | "House Of Love"                       | 10                            | 5                             | 7                             | 1                             | 8                             | 6                             | 16                            | 21                            | 1                             | 15                            | - AUS: Arany - GER: Arany - SWE: Gold                                         | Walthamstow                                      |
| 1992                                                                  | "Gold"                                | 28                            | 101                           | —                             | 3                             | —                             | —                             | —                             | —                             | 2                             | 35                            |                                                                               | Walthamstow                                      |
| 1993                                                                  | "Deep"                                | 5                             | 7                             | 13                            | 13                            | 30                            | 14                            | 7                             | 31                            | 6                             | 32                            | - UK: Ezüst - AUS: Arany                                                      | Walthamstow                                      |
| 1993                                                                  | "Slow It Down"                        | 13                            | —                             | —                             | —                             | —                             | —                             | 12                            | 50                            | —                             | —                             |                                                                               | Walthamstow                                      |
| 1993                                                                  | "West End Girls"                      | 11                            | 4                             | —                             | 10                            | 48                            | 40                            | 14                            | 48                            | —                             | —                             | - AUS: Arany                                                                  | Walthamstow                                      |
| 1993                                                                  | "It's Alright"                        | 3                             | 1                             | 5                             | 15                            | 1                             | 2                             | 1                             | 4                             | 26                            | 1                             | - UK: Ezüst - AUS: Platina - FRA: Arany - GER: Platina                        | Walthamstow                                      |
| 1994                                                                  | "Around The World"                    | 3                             | 4                             | 29                            | 7                             | —                             | 15                            | 4                             | 14                            | 23                            | 16                            | - UK: Ezüst - AUS: Arany                                                      | Steam                                            |
| 1994                                                                  | "Steam"                               | 7                             | 18                            | 28                            | 12                            | 46                            | 23                            | 6                             | 13                            | 34                            | 12                            |                                                                               | Steam                                            |
| 1994                                                                  | "Stay Another Day"                    | 1                             | 3                             | 2                             | 15                            | 7                             | 4                             | 1                             | 5                             | 1                             | 2                             | - UK: Platina - AUS: Arany - AUT: Gold - GER: Arany - SWE: Arany - SWI: Arany | Steam                                            |
| 1995                                                                  | "Let It Rain"                         | 10                            | 12                            | —                             | 10                            | 21                            | 26                            | 5                             | 16                            | 33                            | 25                            |                                                                               | Steam                                            |
| 1995                                                                  | "Hold My Body Tight"                  | 12                            | 73                            | —                             | —                             | 23                            | 42                            | 10                            | 20                            | —                             | 28                            |                                                                               | Steam                                            |
| 1995                                                                  | "Thunder"                             | 4                             | 36                            | 19                            | —                             | 13                            | 6                             | 3                             | 21                            | 22                            | 5                             | - UK: Ezüst - GER: Arany                                                      | Up All Night                                     |
| 1996                                                                  | "Do U Still?"                         | 7                             | 54                            | —                             | —                             | —                             | 23                            | 8                             | —                             | —                             | 22                            |                                                                               | Up All Night                                     |
| 1996                                                                  | "Someone To Love"                     | 16                            | —                             | —                             | —                             | —                             | 47                            | 16                            | —                             | 42                            | 27                            |                                                                               | Up All Night                                     |
| 1996                                                                  | "If You Ever" (featuring Gabrielle)   | 2                             | —                             | —                             | —                             | 19                            | 31                            | 4                             | 38                            | 5                             | 20                            | - UK: Arany                                                                   | Around the World Hit Singles: The Journey So Far |
| 1998                                                                  | "Hey Child"                           | 3                             | —                             | —                             | —                             | —                             | 46                            | 20                            | 82                            | —                             | 45                            |                                                                               | Around the World Hit Singles: The Journey So Far |
| 1998                                                                  | "Each Time"                           | 2                             | 83                            | —                             | —                             | —                             | 30                            | 9                             | 92                            | 25                            | 20                            |                                                                               | Resurrection                                     |
| 1999                                                                  | "Betcha Can't Wait"                   | 12                            | —                             | —                             | —                             | —                             | —                             | —                             | —                             | —                             | —                             |                                                                               | Resurrection                                     |
| 2011                                                                  | "Secret Of My Life"                   | —                             | —                             | —                             | —                             | —                             | —                             | —                             | —                             | —                             | —                             |                                                                               | Nem album dal                                    |
| 2012                                                                  | "I Can't Get You Off My Mind (Crazy)" | —                             | —                             | —                             | —                             | —                             | —                             | —                             | —                             | —                             | —                             |                                                                               | Dark Light                                       |
| 2012                                                                  | "Friday Night"                        | —                             | —                             | —                             | —                             | —                             | —                             | —                             | —                             | —                             | —                             |                                                                               | Dark Light                                       |
| 2012                                                                  | "Counting Clouds"                     | —                             | —                             | —                             | —                             | —                             | —                             | —                             | —                             | —                             | —                             |                                                                               | Dark Light                                       |
| "—" nem volt slágerlistás helyezés, vagy nem jelent meg az országban. |                                       |                               |                               |                               |                               |                               |                               |                               |                               |                               |                               |                                                                               |                                                  |

## Videó megjelenések
| Cím                                          | Video megjelenés                                                                 | Legjobb slágerlistás helyezés | Díjak, jelölések | Megjegyzések                                                  |
| Cím                                          | Video megjelenés                                                                 | UK Video                      | Díjak, jelölések | Megjegyzések                                                  |
| -------------------------------------------- | -------------------------------------------------------------------------------- | ----------------------------- | ---------------- | ------------------------------------------------------------- |
| Pie & Mash                                   | - Megjelent: 1994. január - Label: PolyGram (#0877823) - Formátum: VHS           | 7                             |                  | - 10 dal szerepel a videón a karrier kezdetétől.              |
| Letting Off Steam: The Around the World Tour | - Megjelent: 1994. október 10. - Label: PolyGram (#780063235839) - Formátum: VHS | 6                             | - UK: Arany      | - Koncertfilm az 1994. májusi Brightoni koncertről.           |
| No Place Like Home                           | - Megjelent: 1995. november 9. - Label: PolyGram (#78006362203) - Formátum: VHS  | 6                             | - UK: Arany      | - Élő koncert az 1995. májusi Wembley Stadion beli koncertről |
| Greatest Hits                                | - Megjelent: 1996. október 28. - Label: PolyGram - Formátum: VHS                 | 12                            |                  | - Videóklipek, és dokumentumfilm                              |

## Videóklipek
| Év   | Dal                                   | Rendező                          |
| ---- | ------------------------------------- | -------------------------------- |
| 1992 | "House of Love"                       | Jaswinder Bancil                 |
| 1992 | "House of Love" (Alternate video)     | Jaswinder Bancil                 |
| 1992 | "Gold"                                | Jaswinder Bancil                 |
| 1993 | "Deep"                                | Richard Heslop                   |
| 1993 | "Slow It Down"                        | Lawrence Watson & Chris Clunn    |
| 1993 | "West End Girls"                      | Lawrence Watson & Chris Clunn    |
| 1993 | "It's Alright"                        | Lawrence Watson & Chris Clunn    |
| 1994 | "Around The World"                    | Katie Bell                       |
| 1994 | "Steam"                               | Kevin Godley                     |
| 1994 | "Stay Another Day"                    | Marcus Adams                     |
| 1994 | "Stay Another Day" (Alternate video)  | Marcus Adams                     |
| 1995 | "Let It Rain"                         |                                  |
| 1995 | "Hold My Body Tight"                  | Lawrence Watson                  |
| 1995 | "Thunder"                             | Francis Ridley                   |
| 1996 | "Do U Still"                          | Russell Young                    |
| 1996 | "Someone To Love"                     | Badger Smith & Iain Titterington |
| 1996 | "If You Ever" (with Gabrielle)        | Badger Smith & Ian Titterington  |
| 1997 | "Hey Child"                           | Badger Smith & Iain Titterington |
| 1998 | "Each Time"                           | Nick Quested                     |
| 1999 | "Betcha Can't Wait"                   | Nick Quested                     |
| 2011 | "Secret of My Life"                   | Roberto Saku Cinardi             |
| 2012 | "I Can't Get You Off My Mind (Crazy)" | Lorenzo Vignolo                  |
| 2013 | "Counting Clouds"                     |                                  |